# Grand Prix Jef Scherens 1980
La 16e édition du Grand Prix Jef Scherens a eu lieu le 21 septembre 1980. Elle a été remportée par le Belge Ludo Delcroix.

## Équipes
| Équipes professionnelles (4)- IJsboerke-Warncke Eis - Vermeer-Thijs-Mini-Flat - Safir-Ludo - Boule d'Or-Sunair-Colnago |
| |

## Classement final
Ludo Delcroix remporte la course en parcourant les 214 km en 4 h 57 à la vitesse moyenne de 43,232 km/h,.
| \| Classement général \| Classement général \| Classement général \| Classement général \| Classement général \| \| Coureur \| Coureur \| Pays \| Équipe \| Temps \| \| ------------------ \| --------------------- \| ------------------ \| ----------------------- \| ------------------ \| \| 1er \| Ludo Delcroix \| Belgique \| IJsboerke-Warncke Eis \| 4 h 57 min 00 s \| \| 2e \| Frans Van Looy \| Belgique \| Vermeer-Thijs-Mini-Flat \| + 1 min 25 s \| \| 3e \| Etienne Van der Helst \| Belgique \| Safir-Ludo \| + 1 min 50 s \| \| 4e \| Eric Van De Wiele \| Belgique \| IJsboerke-Warncke Eis \| + \| \| 5e \| Eddy Verstraeten \| Belgique \| Vermeer-Thijs-Mini-Flat \| + \| \| 6e \| Marc Demeyer \| Belgique \| IJsboerke-Warncke Eis \| + \| \| 7e \| Patrick Lerno \| Belgique \| Safir-Ludo \| + \| \| 8e \| Roger De Cnijf \| Belgique \| Boule d'Or-Studio Casa \| + \| \| 9e \| Ronan De Meyer \| Belgique \| Boule d'Or-Studio Casa \| + \| \| 10e \| Emiel Gysemans \| Belgique \| Vermeer-Thijs-Mini-Flat \| + \| |                       |          |                         |                 |
| |                       |          |                         |                 |
| Source : Cycling Archives |                       |          |                         |                 |
| Classement général |                       |          |                         |                 |
| Coureur | Coureur               | Pays     | Équipe                  | Temps           |
| 1er | Ludo Delcroix         | Belgique | IJsboerke-Warncke Eis   | 4 h 57 min 00 s |
| 2e | Frans Van Looy        | Belgique | Vermeer-Thijs-Mini-Flat | + 1 min 25 s    |
| 3e | Etienne Van der Helst | Belgique | Safir-Ludo              | + 1 min 50 s    |
| 4e | Eric Van De Wiele     | Belgique | IJsboerke-Warncke Eis   | +               |
| 5e | Eddy Verstraeten      | Belgique | Vermeer-Thijs-Mini-Flat | +               |
| 6e | Marc Demeyer          | Belgique | IJsboerke-Warncke Eis   | +               |
| 7e | Patrick Lerno         | Belgique | Safir-Ludo              | +               |
| 8e | Roger De Cnijf        | Belgique | Boule d'Or-Studio Casa  | +               |
| 9e | Ronan De Meyer        | Belgique | Boule d'Or-Studio Casa  | +               |
| 10e | Emiel Gysemans        | Belgique | Vermeer-Thijs-Mini-Flat | +               |